# Latin Extended-B
Latin Extended-B è un blocco Unicode. È costituito dai 208 caratteri compresi nell'intervallo U+0180-U+024F.
Originariamente noto come Extended Latin, include anche i caratteri assenti in IPA Extensions. Contiene i caratteri per le lingue africane presenti in ISO 6438.

## Tabella
| Codice                                              | Carattere                       | Nome                                                  | Note |
| Non-European and historic Latin                     | Non-European and historic Latin | Non-European and historic Latin                       | Non-European and historic Latin |
| --------------------------------------------------- | ------------------------------- | ----------------------------------------------------- | --- |
| U+0180                                              | ƀ                               | LATIN SMALL LETTER B WITH STROKE                      | minuscola di Ƀ (U+0243), da non confondere con β (U+03B2, GREEK SMALL LETTER BETA) e ␢ (U+2422, BLANK SYMBOL)                                                        |
| U+0181                                              | Ɓ                               | LATIN CAPITAL LETTER B WITH HOOK                      | maiuscola di ɓ (U+0253) |
| U+0182                                              | Ƃ                               | LATIN CAPITAL LETTER B WITH TOPBAR                    | |
| U+0183                                              | ƃ                               | LATIN SMALL LETTER B WITH TOPBAR                      | da non confondere con Б (U+0411, CYRILLIC CAPITAL LETTER BE) |
| U+0184                                              | Ƅ                               | LATIN CAPITAL LETTER TONE SIX                         | |
| U+0185                                              | ƅ                               | LATIN SMALL LETTER TONE SIX                           | da non confondere con ь (U+044C, CYRILLIC SMALL LETTER SOFT SIGN) |
| U+0186                                              | Ɔ                               | LATIN CAPITAL LETTER OPEN O                           | maiuscola di ɔ (U+0254, LATIN SMALL LETTER OPEN O) |
| U+0187                                              | Ƈ                               | LATIN CAPITAL LETTER C WITH HOOK                      | |
| U+0188                                              | ƈ                               | LATIN SMALL LETTER C WITH HOOK                        | |
| U+0189                                              | Ɖ                               | LATIN CAPITAL LETTER AFRICAN D                        | maiuscola di ɖ (U+0256, LATIN SMALL LETTER D WITH TAIL), da non confondere con Ð (U+00D0, LATIN CAPITAL LETTER ETH) e Đ (U+0110, LATIN CAPITAL LETTER D WITH STROKE) |
| U+018A                                              | Ɗ                               | LATIN CAPITAL LETTER D WITH HOOK                      | maiuscola di ɗ (U+0257, LATIN SMALL LETTER D WITH HOOK)) |
| U+018B                                              | Ƌ                               | LATIN CAPITAL LETTER D WITH TOPBAR                    | |
| U+018C                                              | ƌ                               | LATIN SMALL LETTER D WITH TOPBAR                      | |
| U+018D                                              | ƍ                               | LATIN SMALL LETTER TURNED DELTA                       | |
| U+018E                                              | Ǝ                               | LATIN CAPITAL LETTER REVERSED E                       | maiuscola di ǝ (U+01DD) |
| U+018F                                              | Ə                               | LATIN CAPITAL LETTER SCHWA                            | maiuscola di ə (U+0259, LATIN SMALL LETTER SCHWA), da non confondere con Ә (U+04D8, CYRILLIC CAPITAL LETTER SCHWA)                                                   |
| U+0190                                              | Ɛ                               | LATIN CAPITAL LETTER OPEN E                           | epsilon, maiuscola di ɛ (U+025B, LATIN SMALL LETTER OPEN E), da non confondere con ℇ (U+2107, EULER CONSTANT) e ↋(U+218B, TURNED DIGIT THREE)                        |
| U+0191                                              | Ƒ                               | LATIN CAPITAL LETTER F WITH HOOK                      | da non confondere con Ꞙ(U+A798, LATIN CAPITAL LETTER F WITH STROKE)                                                                                                  |
| U+0192                                              | ƒ                               | LATIN SMALL LETTER F WITH HOOK                        | simbolo del fiorino olandese o di funzione |
| U+0193                                              | Ɠ                               | LATIN CAPITAL LETTER G WITH HOOK                      | maiuscola di ɠ (U+0260, LATIN SMALL LETTER G WITH HOOK) |
| U+0194                                              | Ɣ                               | LATIN CAPITAL LETTER GAMMA                            | maiuscola di ɣ (U+0263, LATIN SMALL LETTER GAMMA) |
| U+0195                                              | ƕ                               | LATIN SMALL LETTER HV                                 | minuscola di Ƕ (U+01F6) |
| U+0196                                              | Ɩ                               | LATIN CAPITAL LETTER IOTA                             | maiuscola di ɩ (U+0269, LATIN SMALL LETTER IOTA) |
| U+0197                                              | Ɨ                               | LATIN CAPITAL LETTER I WITH STROKE                    | maiuscola di ɨ (U+0268, LATIN SMALL LETTER I WITH STROKE) |
| U+0198                                              | Ƙ                               | LATIN CAPITAL LETTER K WITH HOOK                      | |
| U+0199                                              | ƙ                               | LATIN SMALL LETTER K WITH HOOK                        | |
| U+019A                                              | ƚ                               | LATIN SMALL LETTER L WITH BAR                         | minuscola di Ƚ (U+023D), da non confondere con ł (U+0142, LATIN SMALL LETTER L WITH STROKE)                                                                          |
| U+019B                                              | ƛ                               | LATIN SMALL LETTER LAMBDA WITH STROKE                 | minuscola di Ƛ (U+A7DC, LATIN CAPITAL LETTER LAMBDA WITH STROKE) |
| U+019C                                              | Ɯ                               | LATIN CAPITAL LETTER TURNED M                         | maiuscola di ɯ (U+026F, LATIN SMALL LETTER TURNED M) |
| U+019D                                              | Ɲ                               | LATIN CAPITAL LETTER N WITH LEFT HOOK                 | maiuscola di ɲ (U+0272, LATIN SMALL LETTER N WITH LEFT HOOK) |
| U+019E                                              | ƞ                               | LATIN SMALL LETTER N WITH LONG RIGHT LEG              | minuscola di Ƞ (U+0220) |
| U+019F                                              | Ɵ                               | LATIN CAPITAL LETTER O WITH MIDDLE TILDE              | maiuscola di ɵ (U+0275, LATIN SMALL LETTER BARRED O), da non confondere con Ө (U+04E8, CYRILLIC CAPITAL LETTER BARRED O)                                             |
| U+01A0                                              | Ơ                               | LATIN CAPITAL LETTER O WITH HORN                      | |
| U+01A1                                              | ơ                               | LATIN SMALL LETTER O WITH HORN                        | |
| U+01A2                                              | Ƣ                               | LATIN CAPITAL LETTER OI                               | |
| U+01A3                                              | ƣ                               | LATIN SMALL LETTER OI                                 | |
| U+01A4                                              | Ƥ                               | LATIN CAPITAL LETTER P WITH HOOK                      | |
| U+01A5                                              | ƥ                               | LATIN SMALL LETTER P WITH HOOK                        | |
| U+01A6                                              | Ʀ                               | LATIN LETTER YR                                       | maiuscola di ʀ (U+0280, LATIN LETTER SMALL CAPITAL R), proveniente dagli standard DIN 31624 e ISO 5426-2                                                             |
| U+01A7                                              | Ƨ                               | LATIN CAPITAL LETTER TONE TWO                         | |
| U+01A8                                              | ƨ                               | LATIN SMALL LETTER TONE TWO                           | |
| U+01A9                                              | Ʃ                               | LATIN CAPITAL LETTER ESH                              | maiuscola di ʃ (U+0283, LATIN SMALL LETTER ESH), da non confondere con Σ (U+03A3, GREEK CAPITAL LETTER SIGMA)                                                        |
| U+01AA                                              | ƪ                               | LATIN LETTER REVERSED ESH LOOP                        | |
| U+01AB                                              | ƫ                               | LATIN SMALL LETTER T WITH PALATAL HOOK                | |
| U+01AC                                              | Ƭ                               | LATIN CAPITAL LETTER T WITH HOOK                      | |
| U+01AD                                              | ƭ                               | LATIN SMALL LETTER T WITH HOOK                        | |
| U+01AE                                              | Ʈ                               | LATIN CAPITAL LETTER T WITH RETROFLEX HOOK            | maiuscola di ʈ (U+0288, LATIN SMALL LETTER T WITH RETROFLEX HOOK) |
| U+01AF                                              | Ư                               | LATIN CAPITAL LETTER U WITH HORN                      | |
| U+01B0                                              | ư                               | LATIN SMALL LETTER U WITH HORN                        | |
| U+01B1                                              | Ʊ                               | LATIN CAPITAL LETTER UPSILON                          | maiuscola di ʊ (U+028A, LATIN SMALL LETTER UPSILON), da non confondere con ℧ (U+2127, INVERTED OHM SIGN                                                              |
| U+01B2                                              | Ʋ                               | LATIN CAPITAL LETTER V WITH HOOK                      | maiuscola di ʋ (U+028B, LATIN SMALL LETTER V WITH HOOK) |
| U+01B3                                              | Ƴ                               | LATIN CAPITAL LETTER Y WITH HOOK                      | |
| U+01B4                                              | ƴ                               | LATIN SMALL LETTER Y WITH HOOK                        | |
| U+01B5                                              | Ƶ                               | LATIN CAPITAL LETTER Z WITH STROKE                    | |
| U+01B6                                              | ƶ                               | LATIN SMALL LETTER Z WITH STROKE                      | da non confondere con z (U+007A, LATIN SMALL LETTER Z) |
| U+01B7                                              | Ʒ                               | LATIN CAPITAL LETTER EZH                              | maiuscola di ʒ (U+0292, LATIN SMALL LETTER EZH), da non confondere con ȝ (U+021C) e ӡ (U+04E0, CYRILLIC CAPITAL LETTER ABKHASIAN DZE)                                |
| U+01B8                                              | Ƹ                               | LATIN CAPITAL LETTER EZH REVERSED                     | |
| U+01B9                                              | ƹ                               | LATIN SMALL LETTER EZH REVERSED                       | da non confondere con ع (U+0639, ARABIC LETTER AIN) |
| U+01BA                                              | ƺ                               | LATIN SMALL LETTER EZH WITH TAIL                      | |
| U+01BB                                              | ƻ                               | LATIN LETTER TWO WITH STROKE                          | |
| U+01BC                                              | Ƽ                               | LATIN CAPITAL LETTER TONE FIVE                        | |
| U+01BD                                              | ƽ                               | LATIN SMALL LETTER TONE FIVE                          | |
| U+01BE                                              | ƾ                               | LATIN LETTER INVERTED GLOTTAL STOP WITH STROKE        | |
| U+01BF                                              | ƿ                               | LATIN LETTER WYNN                                     | wen, minuscola di Ƿ (U+01F7), da non confondere con ᚹ (U+16B9, RUNIC LETTER WUNJO WYNN W)                                                                            |
| African letters for clicks                          |                                 |                                                       | |
| U+01C0                                              | ǀ                               | LATIN LETTER DENTAL CLICK                             | pipe, da non confondere con \| (U+007C, VERTICAL LINE) e ∣ (U+2223, DIVIDES)                                                                                         |
| U+01C1                                              | ǁ                               | LATIN LETTER LATERAL CLICK                            | double pipe, da non confondere con ∥ (U+2225, PARALLEL TO) |
| U+01C2                                              | ǂ                               | LATIN LETTER ALVEOLAR CLICK                           | double-barred pipe, da non confondere con ≠ (U+2260, NOT EQUAL TO)                                                                                                   |
| U+01C3                                              | ǃ                               | LATIN LETTER RETROFLEX CLICK                          | da non confondere con ! (U+0021, EXCLAMATION MARK) |
| Croatian digraphs matching Serbian Cyrillic letters |                                 |                                                       | |
| U+01C4                                              | Ǆ                               | LATIN CAPITAL LETTER DZ WITH CARON                    | |
| U+01C5                                              | ǅ                               | LATIN CAPITAL LETTER D WITH SMALL LETTER Z WITH CARON | |
| U+01C6                                              | ǆ                               | LATIN SMALL LETTER DZ WITH CARON                      | da non confondere con џ (U+045F, CYRILLIC SMALL LETTER DZHE) |
| U+01C7                                              | Ǉ                               | LATIN CAPITAL LETTER LJ                               | |
| U+01C8                                              | ǈ                               | LATIN CAPITAL LETTER L WITH SMALL LETTER J            | |
| U+01C9                                              | ǉ                               | LATIN SMALL LETTER LJ                                 | da non confondere con љ (U+0459, CYRILLIC SMALL LETTER LJE) |
| U+01CA                                              | Ǌ                               | LATIN CAPITAL LETTER NJ                               | |
| U+01CB                                              | ǋ                               | LATIN CAPITAL LETTER N WITH SMALL LETTER J            | |
| U+01CC                                              | ǌ                               | LATIN SMALL LETTER NJ                                 | da non confondere con њ (U+045A, CYRILLIC SMALL LETTER NJE) |
| Pinyin diacritic-vowel combinations                 |                                 |                                                       | |
| U+01CD                                              | Ǎ                               | LATIN CAPITAL LETTER A WITH CARON                     | |
| U+01CE                                              | ǎ                               | LATIN SMALL LETTER A WITH CARON                       | |
| U+01CF                                              | Ǐ                               | LATIN CAPITAL LETTER I WITH CARON                     | |
| U+01D0                                              | ǐ                               | LATIN SMALL LETTER I WITH CARON                       | |
| U+01D1                                              | Ǒ                               | LATIN CAPITAL LETTER O WITH CARON                     | |
| U+01D2                                              | ǒ                               | LATIN SMALL LETTER O WITH CARON                       | |
| U+01D3                                              | Ǔ                               | LATIN CAPITAL LETTER U WITH CARON                     | |
| U+01D4                                              | ǔ                               | LATIN SMALL LETTER U WITH CARON                       | |
| U+01D5                                              | Ǖ                               | LATIN CAPITAL LETTER U WITH DIAERESIS AND MACRON      | |
| U+01D6                                              | ǖ                               | LATIN SMALL LETTER U WITH DIAERESIS AND MACRON        | |
| U+01D7                                              | Ǘ                               | LATIN CAPITAL LETTER U WITH DIAERESIS AND ACUTE       | |
| U+01D8                                              | ǘ                               | LATIN SMALL LETTER U WITH DIAERESIS AND ACUTE         | |
| U+01D9                                              | Ǚ                               | LATIN CAPITAL LETTER U WITH DIAERESIS AND CARON       | |
| U+01DA                                              | ǚ                               | LATIN SMALL LETTER U WITH DIAERESIS AND CARON         | |
| U+01DB                                              | Ǜ                               | LATIN CAPITAL LETTER U WITH DIAERESIS AND GRAVE       | |
| U+01DC                                              | ǜ                               | LATIN SMALL LETTER U WITH DIAERESIS AND GRAVE         | |
| Phonetic and historic letters                       |                                 |                                                       | |
| U+01DD                                              | ǝ                               | LATIN SMALL LETTER TURNED E                           | minuscola di Ǝ (U+018E), da non confondere con ə (U+0259, LATIN SMALL LETTER SCHWA)                                                                                  |
| U+01DE                                              | Ǟ                               | LATIN CAPITAL LETTER A WITH DIAERESIS AND MACRON      | |
| U+01DF                                              | ǟ                               | LATIN SMALL LETTER A WITH DIAERESIS AND MACRON        | |
| U+01E0                                              | Ǡ                               | LATIN CAPITAL LETTER A WITH DOT ABOVE AND MACRON      | |
| U+01E1                                              | ǡ                               | LATIN SMALL LETTER A WITH DOT ABOVE AND MACRON        | |
| U+01E2                                              | Ǣ                               | LATIN CAPITAL LETTER AE WITH MACRON                   | |
| U+01E3                                              | ǣ                               | LATIN SMALL LETTER AE WITH MACRON                     | |
| U+01E4                                              | Ǥ                               | LATIN CAPITAL LETTER G WITH STROKE                    | |
| U+01E5                                              | ǥ                               | LATIN SMALL LETTER G WITH STROKE                      | |
| U+01E6                                              | Ǧ                               | LATIN CAPITAL LETTER G WITH CARON                     | |
| U+01E7                                              | ǧ                               | LATIN SMALL LETTER G WITH CARON                       | da non confondere con ğ (U+011F, LATIN SMALL LETTER G WITH BREVE) |
| U+01E8                                              | Ǩ                               | LATIN CAPITAL LETTER K WITH CARON                     | |
| U+01E9                                              | ǩ                               | LATIN SMALL LETTER K WITH CARON                       | |
| U+01EA                                              | Ǫ                               | LATIN CAPITAL LETTER O WITH OGONEK                    | |
| U+01EB                                              | ǫ                               | LATIN SMALL LETTER O WITH OGONEK                      | |
| U+01EC                                              | Ǭ                               | LATIN CAPITAL LETTER O WITH OGONEK AND MACRON         | |
| U+01ED                                              | ǭ                               | LATIN SMALL LETTER O WITH OGONEK AND MACRON           | |
| U+01EE                                              | Ǯ                               | LATIN CAPITAL LETTER EZH WITH CARON                   | |
| U+01EF                                              | ǯ                               | LATIN SMALL LETTER EZH WITH CARON                     | |
| U+01F0                                              | ǰ                               | LATIN SMALL LETTER J WITH CARON                       | |
| U+01F1                                              | Ǳ                               | LATIN CAPITAL LETTER DZ                               | |
| U+01F2                                              | ǲ                               | LATIN CAPITAL LETTER D WITH SMALL LETTER Z            | |
| U+01F3                                              | ǳ                               | LATIN SMALL LETTER DZ                                 | |
| U+01F4                                              | Ǵ                               | LATIN CAPITAL LETTER G WITH ACUTE                     | |
| U+01F5                                              | ǵ                               | LATIN SMALL LETTER G WITH ACUTE                       | |
| U+01F6                                              | Ƕ                               | LATIN CAPITAL LETTER HWAIR                            | maiuscola di ƕ (U+0195) |
| U+01F7                                              | Ƿ                               | LATIN CAPITAL LETTER WYNN                             | wen, maiuscola di ƿ (U+01BF) |
| U+01F8                                              | Ǹ                               | LATIN CAPITAL LETTER N WITH GRAVE                     | |
| U+01F9                                              | ǹ                               | LATIN SMALL LETTER N WITH GRAVE                       | |
| U+01FA                                              | Ǻ                               | LATIN CAPITAL LETTER A WITH RING ABOVE AND ACUTE      | |
| U+01FB                                              | ǻ                               | LATIN SMALL LETTER A WITH RING ABOVE AND ACUTE        | |
| U+01FC                                              | Ǽ                               | LATIN CAPITAL LETTER AE WITH ACUTE                    | |
| U+01FD                                              | ǽ                               | LATIN SMALL LETTER AE WITH ACUTE                      | |
| U+01FE                                              | Ǿ                               | LATIN CAPITAL LETTER O WITH STROKE AND ACUTE          | |
| U+01FF                                              | ǿ                               | LATIN SMALL LETTER O WITH STROKE AND ACUTE            | |
| Additions for Slovenian and Croatian                |                                 |                                                       | |
| U+0200                                              | Ȁ                               | LATIN CAPITAL LETTER A WITH DOUBLE GRAVE              | |
| U+0201                                              | ȁ                               | LATIN SMALL LETTER A WITH DOUBLE GRAVE                | |
| U+0202                                              | Ȃ                               | LATIN CAPITAL LETTER A WITH INVERTED BREVE            | |
| U+0203                                              | ȃ                               | LATIN SMALL LETTER A WITH INVERTED BREVE              | |
| U+0204                                              | Ȅ                               | LATIN CAPITAL LETTER E WITH DOUBLE GRAVE              | |
| U+0205                                              | ȅ                               | LATIN SMALL LETTER E WITH DOUBLE GRAVE                | |
| U+0206                                              | Ȇ                               | LATIN CAPITAL LETTER E WITH INVERTED BREVE            | |
| U+0207                                              | ȇ                               | LATIN SMALL LETTER E WITH INVERTED BREVE              | |
| U+0208                                              | Ȉ                               | LATIN CAPITAL LETTER I WITH DOUBLE GRAVE              | |
| U+0209                                              | ȉ                               | LATIN SMALL LETTER I WITH DOUBLE GRAVE                | |
| U+020A                                              | Ȋ                               | LATIN CAPITAL LETTER I WITH INVERTED BREVE            | |
| U+020B                                              | ȋ                               | LATIN SMALL LETTER I WITH INVERTED BREVE              | |
| U+020C                                              | Ȍ                               | LATIN CAPITAL LETTER O WITH DOUBLE GRAVE              | |
| U+020D                                              | ȍ                               | LATIN SMALL LETTER O WITH DOUBLE GRAVE                | |
| U+020E                                              | Ȏ                               | LATIN CAPITAL LETTER O WITH INVERTED BREVE            | |
| U+020F                                              | ȏ                               | LATIN SMALL LETTER O WITH INVERTED BREVE              | |
| U+0210                                              | Ȑ                               | LATIN CAPITAL LETTER R WITH DOUBLE GRAVE              | |
| U+0211                                              | ȑ                               | LATIN SMALL LETTER R WITH DOUBLE GRAVE                | |
| U+0212                                              | Ȓ                               | LATIN CAPITAL LETTER R WITH INVERTED BREVE            | |
| U+0213                                              | ȓ                               | LATIN SMALL LETTER R WITH INVERTED BREVE              | |
| U+0214                                              | Ȕ                               | LATIN CAPITAL LETTER U WITH DOUBLE GRAVE              | |
| U+0215                                              | ȕ                               | LATIN SMALL LETTER U WITH DOUBLE GRAVE                | |
| U+0216                                              | Ȗ                               | LATIN CAPITAL LETTER U WITH INVERTED BREVE            | |
| U+0217                                              | ȗ                               | LATIN SMALL LETTER U WITH INVERTED BREVE              | |
| Additions for Romanian                              |                                 |                                                       | |
| U+0218                                              | Ș                               | LATIN CAPITAL LETTER S WITH COMMA BELOW               | |
| U+0219                                              | ș                               | LATIN SMALL LETTER S WITH COMMA BELOW                 | da non confondere con ş (U+015F, LATIN SMALL LETTER S WITH CEDILLA)                                                                                                  |
| U+021A                                              | Ț                               | LATIN CAPITAL LETTER T WITH COMMA BELOW               | |
| U+021B                                              | ț                               | LATIN SMALL LETTER T WITH COMMA BELOW                 | da non confondere con ţ (U+0163, LATIN SMALL LETTER T WITH CEDILLA)                                                                                                  |
| Miscellaneous additions                             |                                 |                                                       | |
| U+021C                                              | Ȝ                               | LATIN CAPITAL LETTER YOGH                             | da non confondere con ʒ (U+01B7) |
| U+021D                                              | ȝ                               | LATIN SMALL LETTER YOGH                               | da non confondere con ʒ (U+0292, LATIN SMALL LETTER EZH) |
| U+021E                                              | Ȟ                               | LATIN CAPITAL LETTER H WITH CARON                     | |
| U+021F                                              | ȟ                               | LATIN SMALL LETTER H WITH CARON                       | |
| U+0220                                              | Ƞ                               | LATIN CAPITAL LETTER N WITH LONG RIGHT LEG            | maiuscola di ƞ (U+019E) |
| U+0221                                              | ȡ                               | LATIN SMALL LETTER D WITH CURL                        | |
| U+0222                                              | Ȣ                               | LATIN CAPITAL LETTER OU                               | |
| U+0223                                              | ȣ                               | LATIN SMALL LETTER OU                                 | da non confondere con 8 (U+0038, DIGIT EIGHT) |
| U+0224                                              | Ȥ                               | LATIN CAPITAL LETTER Z WITH HOOK                      | |
| U+0225                                              | ȥ                               | LATIN SMALL LETTER Z WITH HOOK                        | |
| U+0226                                              | Ȧ                               | LATIN CAPITAL LETTER A WITH DOT ABOVE                 | |
| U+0227                                              | ȧ                               | LATIN SMALL LETTER A WITH DOT ABOVE                   | |
| U+0228                                              | Ȩ                               | LATIN CAPITAL LETTER E WITH CEDILLA                   | |
| U+0229                                              | ȩ                               | LATIN SMALL LETTER E WITH CEDILLA                     | |
| Additions for Livonian                              |                                 |                                                       | |
| U+022A                                              | Ȫ                               | LATIN CAPITAL LETTER O WITH DIAERESIS AND MACRON      | |
| U+022B                                              | ȫ                               | LATIN SMALL LETTER O WITH DIAERESIS AND MACRON        | |
| U+022C                                              | Ȭ                               | LATIN CAPITAL LETTER O WITH TILDE AND MACRON          | |
| U+022D                                              | ȭ                               | LATIN SMALL LETTER O WITH TILDE AND MACRON            | |
| U+022E                                              | Ȯ                               | LATIN CAPITAL LETTER O WITH DOT ABOVE                 | |
| U+022F                                              | ȯ                               | LATIN SMALL LETTER O WITH DOT ABOVE                   | |
| U+0230                                              | Ȱ                               | LATIN CAPITAL LETTER O WITH DOT ABOVE AND MACRON      | |
| U+0231                                              | ȱ                               | LATIN SMALL LETTER O WITH DOT ABOVE AND MACRON        | |
| U+0232                                              | Ȳ                               | LATIN CAPITAL LETTER Y WITH MACRON                    | |
| U+0233                                              | ȳ                               | LATIN SMALL LETTER Y WITH MACRON                      | |
| Additions for Sinology                              |                                 |                                                       | |
| U+0234                                              | ȴ                               | LATIN SMALL LETTER L WITH CURL                        | |
| U+0235                                              | ȵ                               | LATIN SMALL LETTER N WITH CURL                        | |
| U+0236                                              | ȶ                               | LATIN SMALL LETTER T WITH CURL                        | |
| Miscellaneous addition                              |                                 |                                                       | |
| U+0237                                              | ȷ                               | LATIN SMALL LETTER DOTLESS J                          | da non confondere con 𝚥 (U+1D6A5, MATHEMATICAL ITALIC SMALL DOTLESS J)                                                                                               |
| Additions for Africanist linguistics                |                                 |                                                       | |
| U+0238                                              | ȸ                               | LATIN SMALL LETTER DB DIGRAPH                         | |
| U+0239                                              | ȹ                               | LATIN SMALL LETTER QP DIGRAPH                         | |
| Additions for Sencoten                              |                                 |                                                       | |
| U+023A                                              | Ⱥ                               | LATIN CAPITAL LETTER A WITH STROKE                    | maiuscola di ⱥ (U+2C65, LATIN SMALL LETTER A WITH STROKE) |
| U+023B                                              | Ȼ                               | LATIN CAPITAL LETTER C WITH STROKE                    | |
| U+023C                                              | ȼ                               | LATIN SMALL LETTER C WITH STROKE                      | |
| U+023D                                              | Ƚ                               | LATIN CAPITAL LETTER L WITH BAR                       | maiuscola di ƚ (U+019A) |
| U+023E                                              | Ⱦ                               | LATIN CAPITAL LETTER T WITH DIAGONAL STROKE           | maiuscola di ⱦ (U+2C66, LATIN SMALL LETTER T WITH DIAGONAL STROKE)                                                                                                   |
| Additions for Africanist linguistics                |                                 |                                                       | |
| U+023F                                              | ȿ                               | LATIN SMALL LETTER S WITH SWASH TAIL                  | minuscola di Ȿ (U+2C7E, LATIN CAPITAL LETTER S WITH SWASH TAIL) |
| U+0240                                              | ɀ                               | LATIN SMALL LETTER Z WITH SWASH TAIL                  | minuscola di Ɀ (U+2C7F, LATIN CAPITAL LETTER Z WITH SWASH TAIL) |
| Miscellaneous additions                             |                                 |                                                       | |
| U+0241                                              | Ɂ                               | LATIN CAPITAL LETTER GLOTTAL STOP                     | |
| U+0242                                              | ɂ                               | LATIN SMALL LETTER GLOTTAL STOP                       | da non confondere con ʔ (U+0294, LATIN LETTER GLOTTAL STOP) e ˀ (U+02C0, MODIFIER LETTER GLOTTAL STOP)                                                               |
| U+0243                                              | Ƀ                               | LATIN CAPITAL LETTER B WITH STROKE                    | maiuscola di ƀ (U+0180) |
| U+0244                                              | Ʉ                               | LATIN CAPITAL LETTER U BAR                            | maiuscola di ʉ (U+0289, LATIN SMALL LETTER U BAR) |
| U+0245                                              | Ʌ                               | LATIN CAPITAL LETTER TURNED V                         | maiuscola di ʌ (U+028C, LATIN SMALL LETTER TURNED V) |
| U+0246                                              | Ɇ                               | LATIN CAPITAL LETTER E WITH STROKE                    | |
| U+0247                                              | ɇ                               | LATIN SMALL LETTER E WITH STROKE                      | |
| U+0248                                              | Ɉ                               | LATIN CAPITAL LETTER J WITH STROKE                    | |
| U+0249                                              | ɉ                               | LATIN SMALL LETTER J WITH STROKE                      | |
| U+024A                                              | Ɋ                               | LATIN CAPITAL LETTER SMALL Q WITH HOOK TAIL           | |
| U+024B                                              | ɋ                               | LATIN SMALL LETTER Q WITH HOOK TAIL                   | |
| U+024C                                              | Ɍ                               | LATIN CAPITAL LETTER R WITH STROKE                    | |
| U+024D                                              | ɍ                               | LATIN SMALL LETTER R WITH STROKE                      | |
| U+024E                                              | Ɏ                               | LATIN CAPITAL LETTER Y WITH STROKE                    | |
| U+024F                                              | ɏ                               | LATIN SMALL LETTER Y WITH STROKE                      | |

## Tabella compatta di caratteri

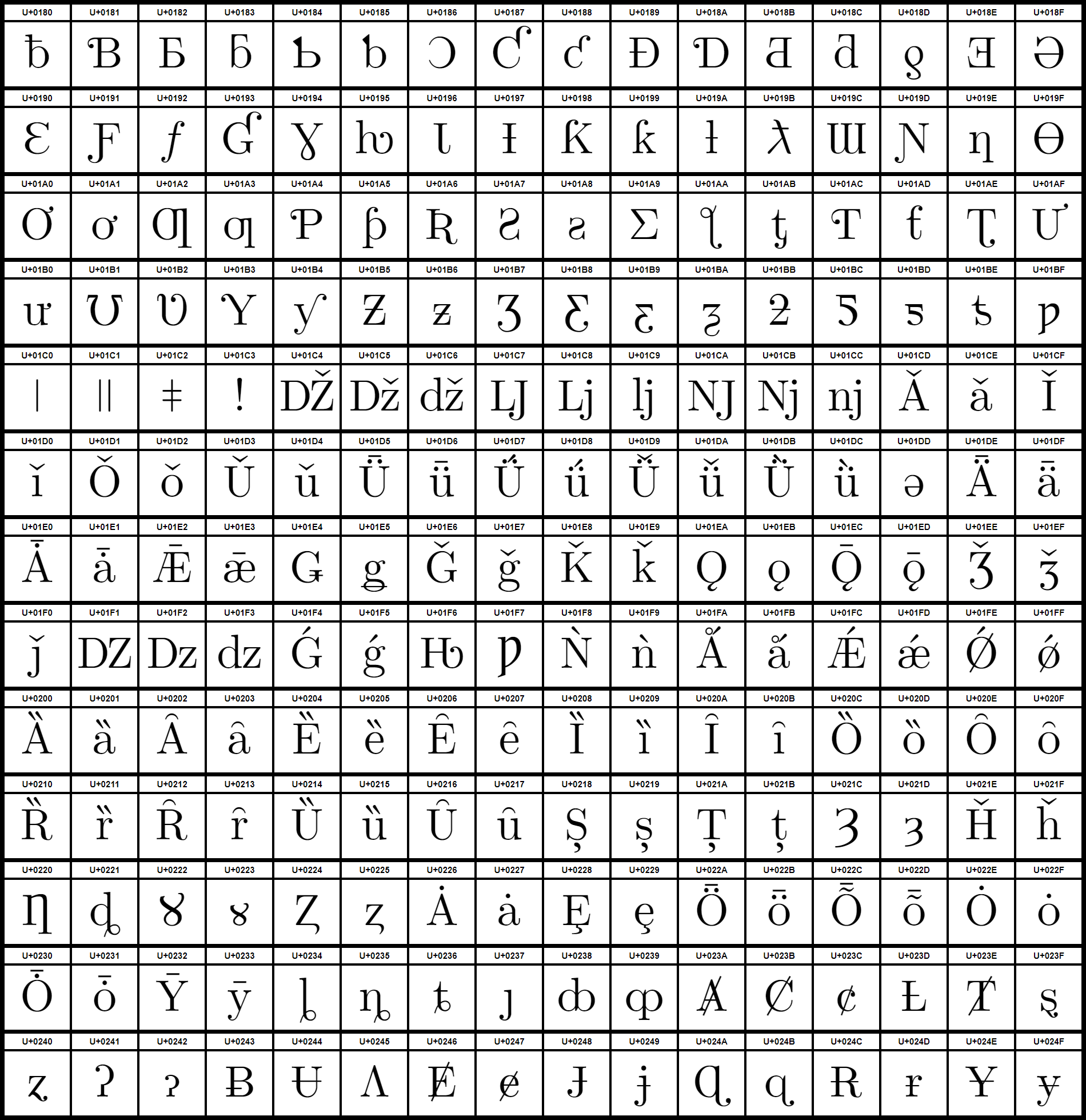
Latin Extended-B

|     | 0 | 1 | 2 | 3 | 4 | 5 | 6 | 7 | 8 | 9 | A | B | C | D | E | F |
| --- | - | - | - | - | - | - | - | - | - | - | - | - | - | - | - | - |
| 018 | ƀ | Ɓ | Ƃ | ƃ | Ƅ | ƅ | Ɔ | Ƈ | ƈ | Ɖ | Ɗ | Ƌ | ƌ | ƍ | Ǝ | Ə |
| 019 | Ɛ | Ƒ | ƒ | Ɠ | Ɣ | ƕ | Ɩ | Ɨ | Ƙ | ƙ | ƚ | ƛ | Ɯ | Ɲ | ƞ | Ɵ |
| 01A | Ơ | ơ | Ƣ | ƣ | Ƥ | ƥ | Ʀ | Ƨ | ƨ | Ʃ | ƪ | ƫ | Ƭ | ƭ | Ʈ | Ư |
| 01B | ư | Ʊ | Ʋ | Ƴ | ƴ | Ƶ | ƶ | Ʒ | Ƹ | ƹ | ƺ | ƻ | Ƽ | ƽ | ƾ | ƿ |
| 01C | ǀ | ǁ | ǂ | ǃ | Ǆ | ǅ | ǆ | Ǉ | ǈ | ǉ | Ǌ | ǋ | ǌ | Ǎ | ǎ | Ǐ |
| 01D | ǐ | Ǒ | ǒ | Ǔ | ǔ | Ǖ | ǖ | Ǘ | ǘ | Ǚ | ǚ | Ǜ | ǜ | ǝ | Ǟ | ǟ |
| 01E | Ǡ | ǡ | Ǣ | ǣ | Ǥ | ǥ | Ǧ | ǧ | Ǩ | ǩ | Ǫ | ǫ | Ǭ | ǭ | Ǯ | ǯ |
| 01F | ǰ | Ǳ | ǲ | ǳ | Ǵ | ǵ | Ƕ | Ƿ | Ǹ | ǹ | Ǻ | ǻ | Ǽ | ǽ | Ǿ | ǿ |
| 020 | Ȁ | ȁ | Ȃ | ȃ | Ȅ | ȅ | Ȇ | ȇ | Ȉ | ȉ | Ȋ | ȋ | Ȍ | ȍ | Ȏ | ȏ |
| 021 | Ȑ | ȑ | Ȓ | ȓ | Ȕ | ȕ | Ȗ | ȗ | Ș | ș | Ț | ț | Ȝ | ȝ | Ȟ | ȟ |
| 022 | Ƞ | ȡ | Ȣ | ȣ | Ȥ | ȥ | Ȧ | ȧ | Ȩ | ȩ | Ȫ | ȫ | Ȭ | ȭ | Ȯ | ȯ |
| 023 | Ȱ | ȱ | Ȳ | ȳ | ȴ | ȵ | ȶ | ȷ | ȸ | ȹ | Ⱥ | Ȼ | ȼ | Ƚ | Ⱦ | ȿ |
| 024 | ɀ | Ɂ | ɂ | Ƀ | Ʉ | Ʌ | Ɇ | ɇ | Ɉ | ɉ | Ɋ | ɋ | Ɍ | ɍ | Ɏ | ɏ |